# Wacław Stachiewicz
Wacław Stachiewicz (1894-1973) byl polský generál za druhé světové války.
Narodil se v roce 1894 ve Lvově. V roce 1914 vstoupil do Polských legií. Zúčastnil se polsko-sovětské války. Poté byl poslán studovat do Francie na Vysokou válečnou školu. Po návratu se stal profesorem taktiky ve Varšavě. Roku 1928 se stal velitelem 27. pěšího pluku a následující rok byl jmenován velitelem divizní pěchoty v 1. pěší divizi legií ve Vilně. V prosinci 1933 se stal velitelem 7. pěší divize. V roce 1935 byl povýšen na brigádního generála. V červnu 1935 se stal náčelníkem hlavního štábu. Po německé invazi do Polska přešel 18. září 1939 hranice do Rumunska, kde byl internován. Uprchl přes Jugoslávii do Alžíru. Po válce odešel do Kanady.